# 祥周镇
祥周镇，是中华人民共和国广西壮族自治区百色市田东县下辖的一个乡镇级行政单位。

## 行政区划
祥周镇下辖以下地区：
祥周村、百银村、甘莲村、九合村、新州村、中平村、百渡村、仑圩村、联福村、联合村、联雄村、康元村、那达村、布兵村、保利村、模范村、睦群村、民安村、驮仙村、陇造村、均宁村和右江矿务局。